# Loutehel
Loutehel ist eine Gemeinde in der Bretagne in Frankreich. Sie gehört zum Département Ille-et-Vilaine, zum Arrondissement Redon und zum Kanton Guichen. Sie grenzt im Nordwesten an Plélan-le-Grand, im Norden an Maxent, im Westen und im Süden an Maure-de-Bretagne und im Westen an Guer. Das Siedlungsgebiet liegt ungefähr auf 50 Metern über Meereshöhe. 

## Bevölkerungsentwicklung
| Jahr      | 1962 | 1968 | 1975 | 1982 | 1990 | 1999 | 2008 | 2013 |
| --------- | ---- | ---- | ---- | ---- | ---- | ---- | ---- | ---- |
| Einwohner | 247  | 234  | 197  | 196  | 223  | 191  | 208  | 246  |

## Sehenswürdigkeiten

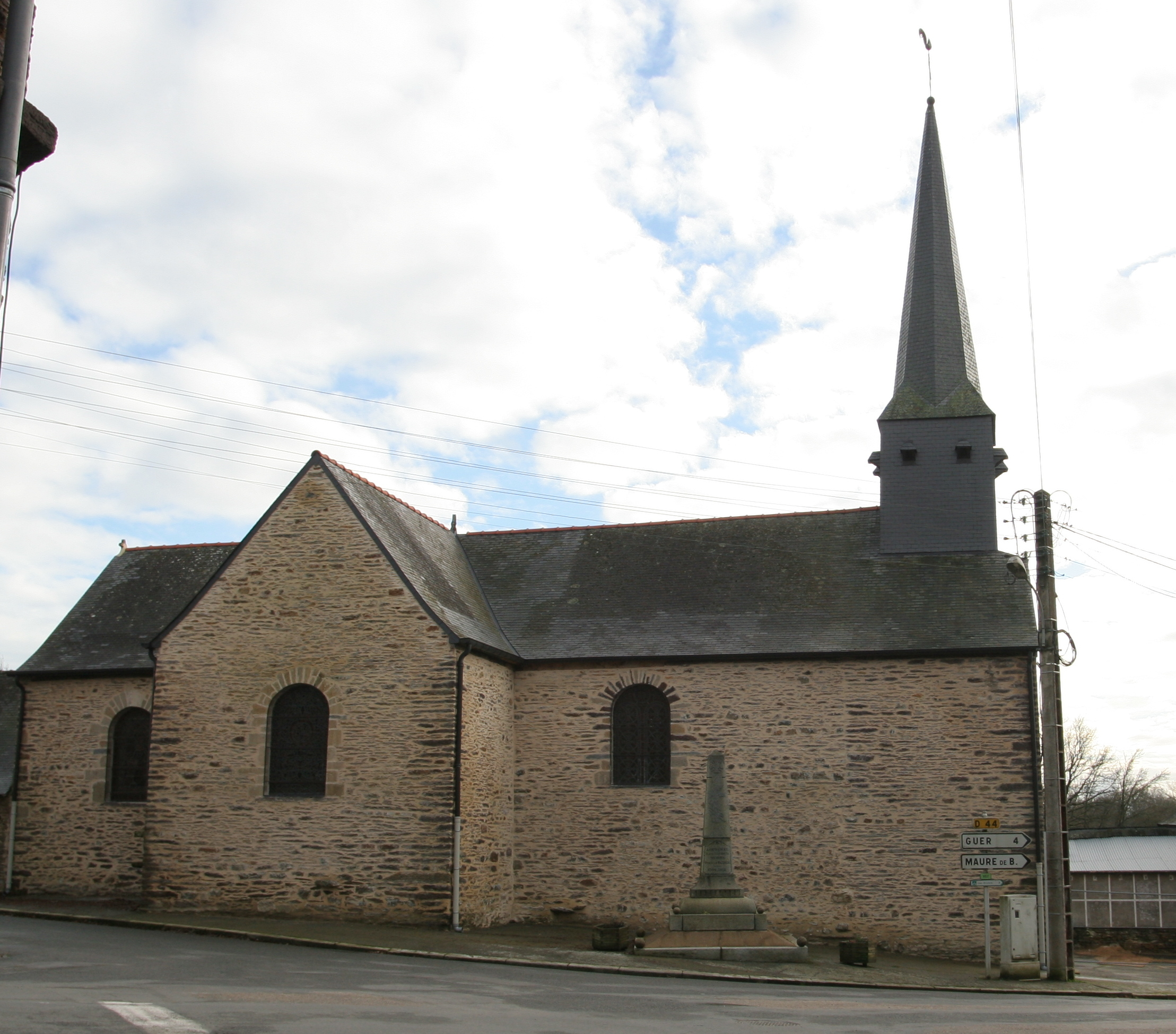
Kirche Saint-Armel
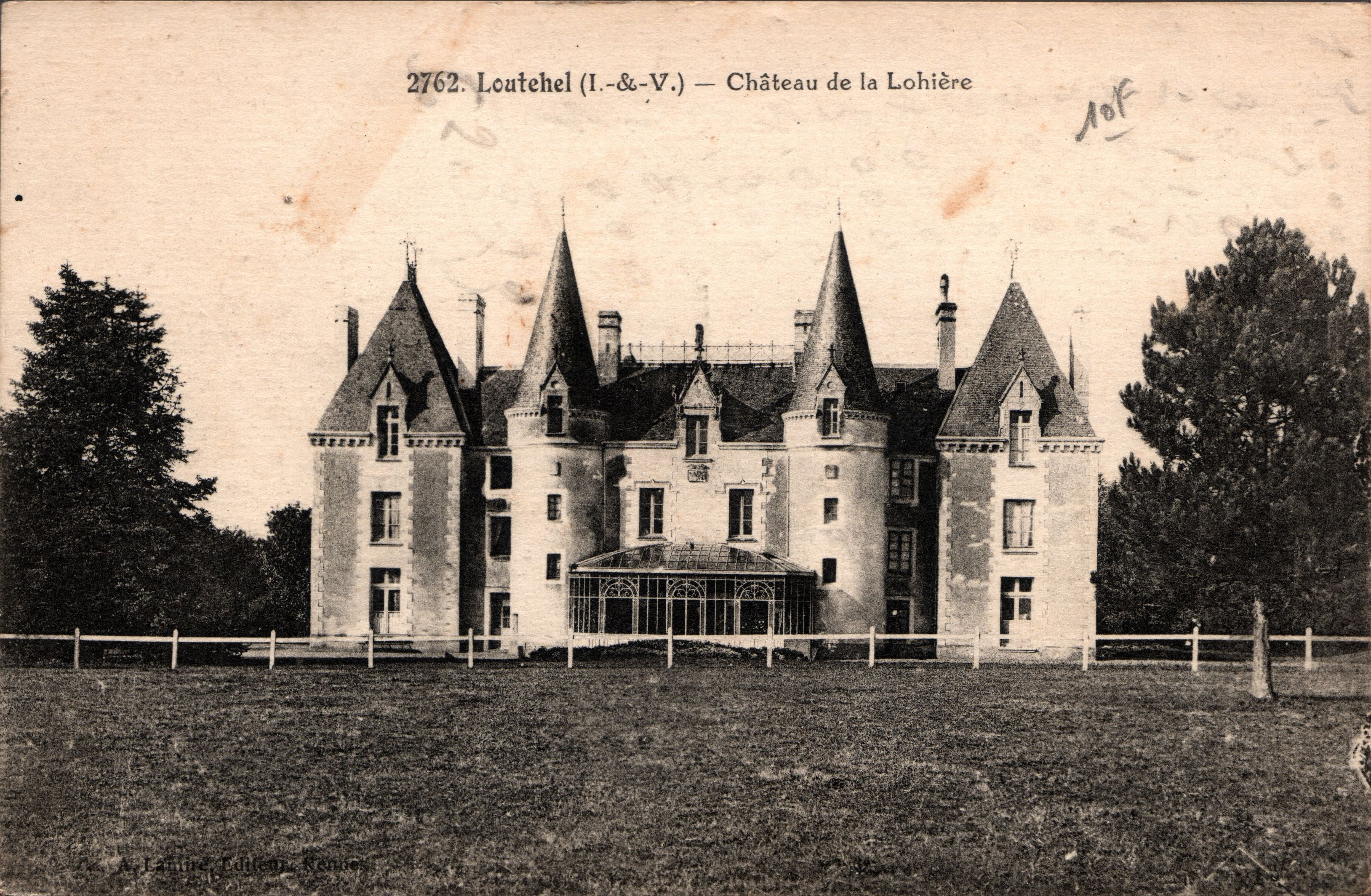
Château de la Lohière

- Kirche Saint-Armel
- Château de la Lohière, Aufnahme aus dem Jahr 1910